# Каналы оттока (Марс)

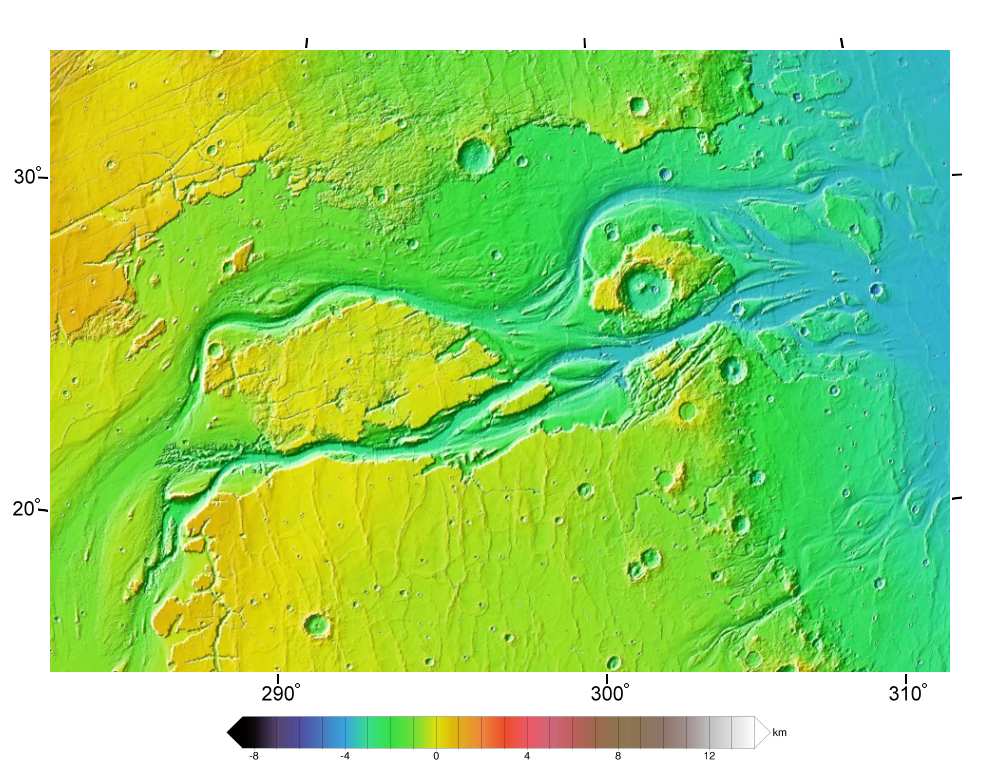
Топографическая карта долины Касэй (Kasei Valles) — самой крупной системы каналов оттока — построенная по данным лазерного высотомера Mars Orbiter Laser Altimeter. Направление потока — слева снизу — направо. На рисунке — примерно 1600 км, однако система каналов простирается ещё на 1200 км к югу

Каналы оттока — очень масштабные (сотни километров в длину и десятки — в ширину) элементы марсианского рельефа. Термин был введён в 1975 году для обозначения областей сильной эрозии, вызванной, скорее всего, многократными, длительными и обширными наводнениями в Гесперийскую эру. Они являются, таким образом, свидетельством присутствия в прошлом жидкой воды на Марсе в существенных количествах.
В отличие от сетей долин, каналы оттока не имеют разветвлённой сети притоков и более молоды — существуют даже образованные в Амазонийскую эру.
Каналы оттока берут начало в хаосах, либо — реже — грабенах. В основном они сосредоточены в низменных областях севернее долин Маринер, сразу к востоку от равнины Хриса, места посадки аппаратов Викинг-1 и Mars Pathfinder.

## Перечень каналов оттока

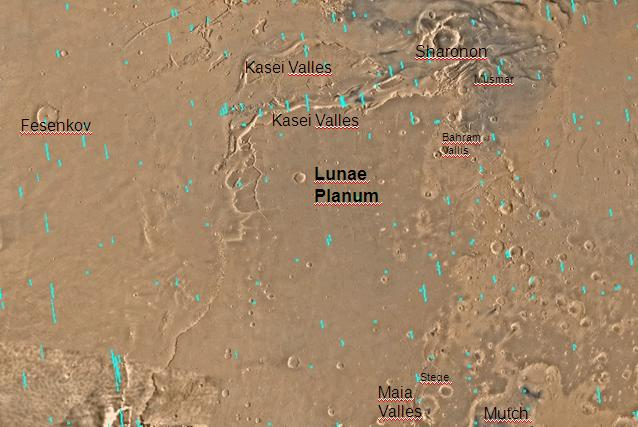
Каналы оттока на карте Лунного квадрата, полученной широкоугольной системой камеры Mars Orbiter Camera станции Mars Global Surveyor.

Системы каналов оттока на Марсе традиционно называются именами бога Марса в различных древних языках, либо — реже — в честь крупных рек на Земле.
Несколько выдающихся примеров — долины Арес, Тиу и Симуд — начинаются в хаотическом ландшафте в заливе Авроры у восточного конца долины Маринера; долина Касэй простирается от каньона Эхо, расположенного к западу от Лунного плато; и три долины Маджа, Ведра и Бахрам выходят из каньона Ювенты, на противоположном фланге Лунного плато. Все эти каналы тогда сливаются и исчезают на юге днища равнины Хрис на восточном краю нагорья Фарсида. Есть также много каналов оттока в Элизиуме, к северо-западу от вулканической области, откуда они выходят на низменные северные равнины; в то время как другие найдены в Мемнонии, Амазонии и на краю Эллады.

## Земные аналогии

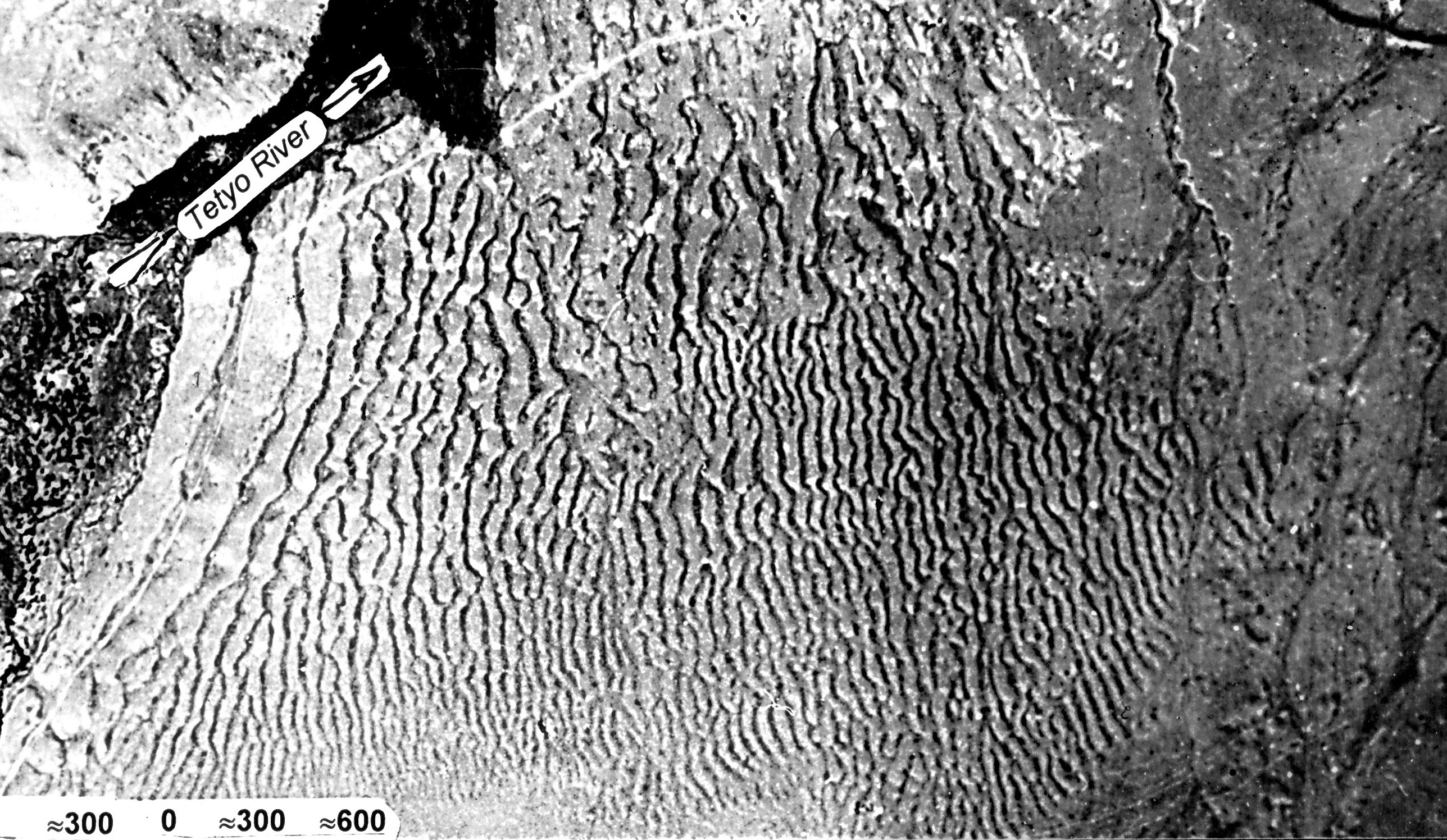
Рельеф гигантской ряби течения в Горном Алтае.

На Земле подобные территории называются скэблендами; их характерным элементом является рельеф гигантских знаков ряби течения.
Чаще всего Марсианские каналы оттока сравнивают с комплексом долин и каналов Чаннелд-Скаблендс на Колумбийском базальтовом плато в Соединенных Штатах, который был сформирован в конце последнего ледникового периода, когда большая часть западного штата Монтана была покрыта озером талой ледниковой воды (Озеро Мизула). Озеро сдерживалось ледниковой дамбой, протянутой поперек северного штата Айдахо; когда дамбу внезапно прорвало, это выпускало захваченную воду во внезапном наводнении, которое осушало целое Плато Колумбии вплоть до Тихого океана в течение несколько дней. Согласно подсчётам, расход воды тогда составлял 10 млн м³/с (для сравнения, расход воды для Миссисипи, одной из крупнейших рек на Земле, — порядка 20 тыс. м³/с), а катастрофические наводнения, которыми были сформированы марсианские каналы оттока, по оценкам характеризуются расходом до 1 млрд м³/с.
В Сибири, в районе Алтайских и Саянских гор также отмечаются следы катастрофических наводнений в результате разлива реки Енисей также в Четвертичный период.